# Matthäus Rieger

Matthäus Rieger

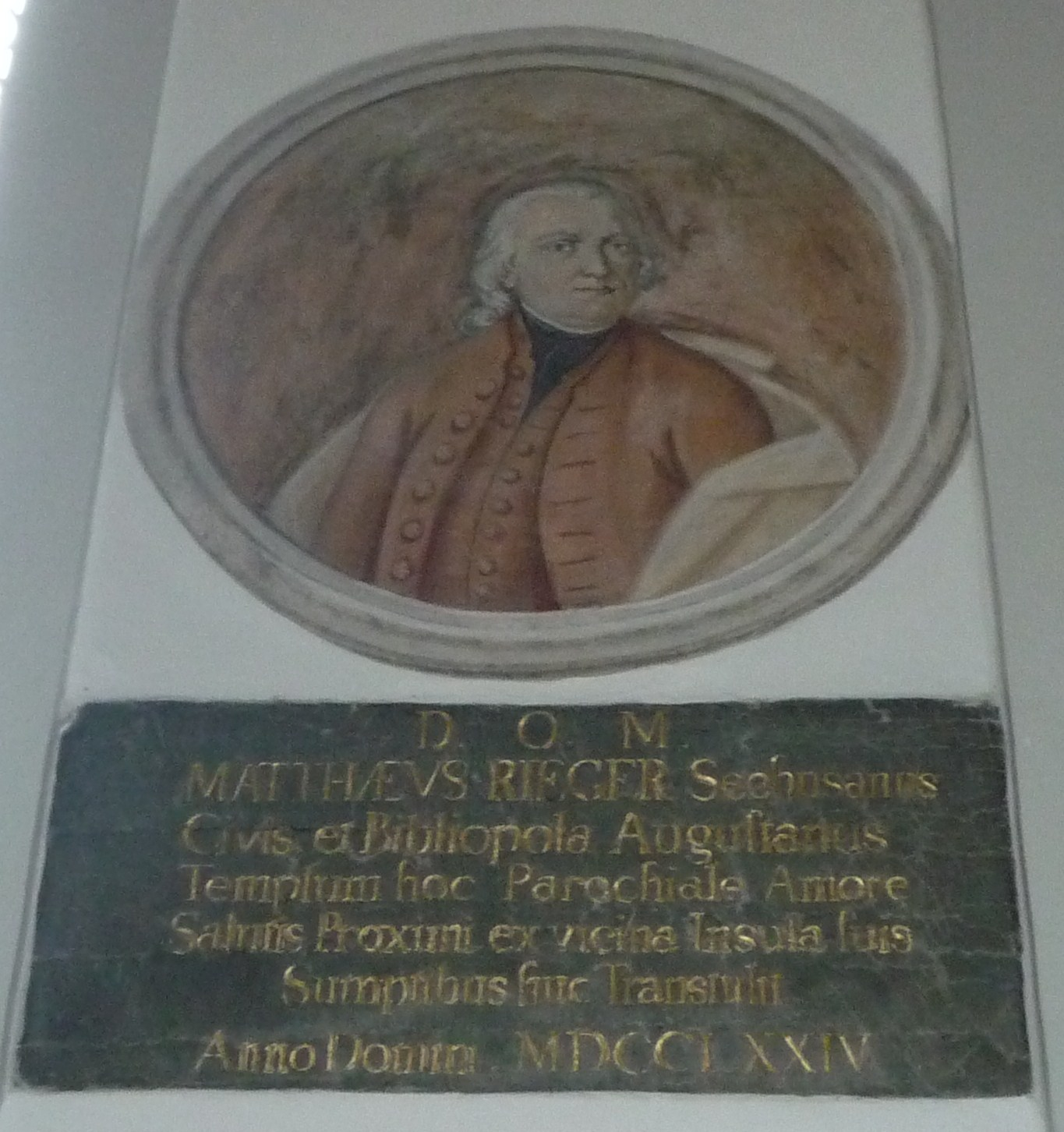
Matthäus Rieger Gedenktafel Seehausen 1775

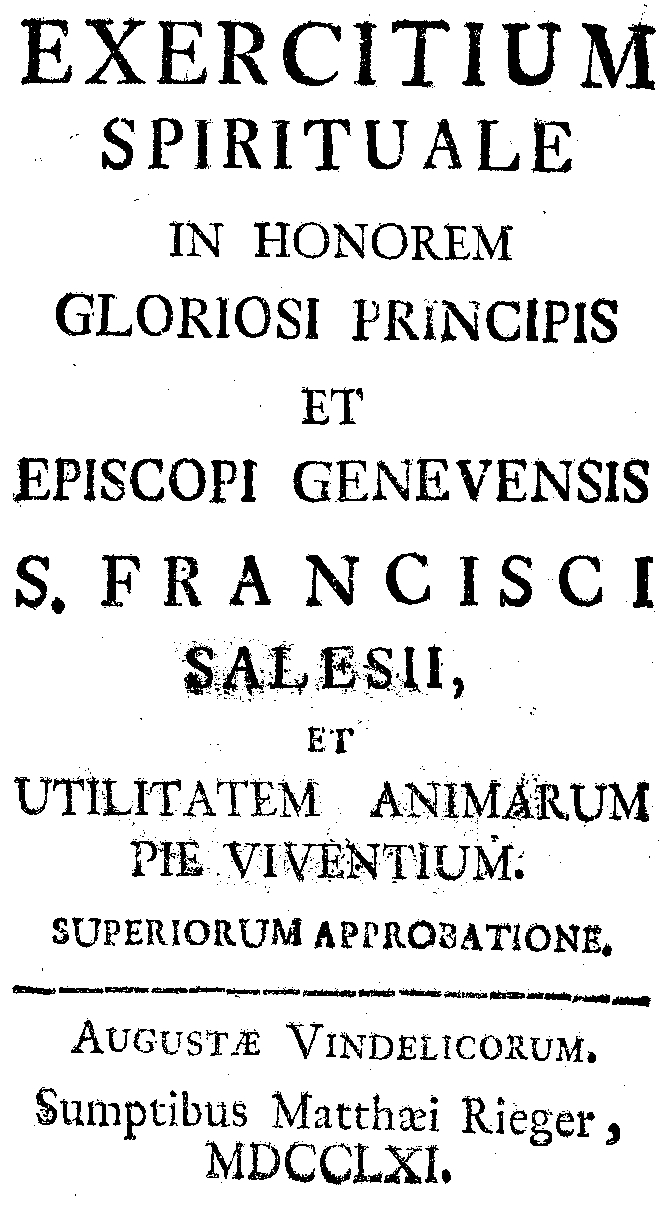
Lateinische Titelseite aus einem Gebetbuch zu Ehren des Hl. Franz von Sales, Rieger, Augsburg 1761

Matthäus Rieger (* 21. September 1705 in Seehausen am Staffelsee; † 2. April 1775 in Augsburg) war ein deutscher Buchhändler und Verleger.

## Leben
Matthäus Rieger wurde am 21. September 1705 im Daber-Anwesen in Seehausen am Staffelsee geboren. 1727 gründete Matthäus Rieger einen Verlag und eine Buchhandlung in Seehausen. Im selben Jahr heiratete er Clara Träxl vom Reindl-Anwesen und erwarb für 350 Gulden das Elternhaus seiner Frau, das spätere Gege-Haus.
1745 siedelte er mit seinem Verlag nach Augsburg in das Höchstetter-Haus über. Als er 1744 das Augsburger Bürgerrecht bekam, holte er seine Frau mit den acht Kindern in die Fuggerstadt nach. 1765 kaufte Rieger in Augsburg ein Haus in der Philippine-Welser-Straße, wo sich der Verlag und die Buchhandlung bis zu seiner Zerstörung 1944 befand.
Riegers Buchhandlung und Verlag entwickelte sich zu einem der größten seiner Zeit. Seine Händler reisten durch ganz Deutschland sowie bis nach Wien, Bozen und Straßburg. Sein wesentliches Absatzgebiet umfasste Schwaben, Bayern, die österreichischen Erblande und die katholischen Kantone der Schweiz. 1774 wurde eine Niederlassung in Leipzig eröffnet. Der Verlag publizierte über 1000 Titel und wurde von den Söhnen fortgeführt.

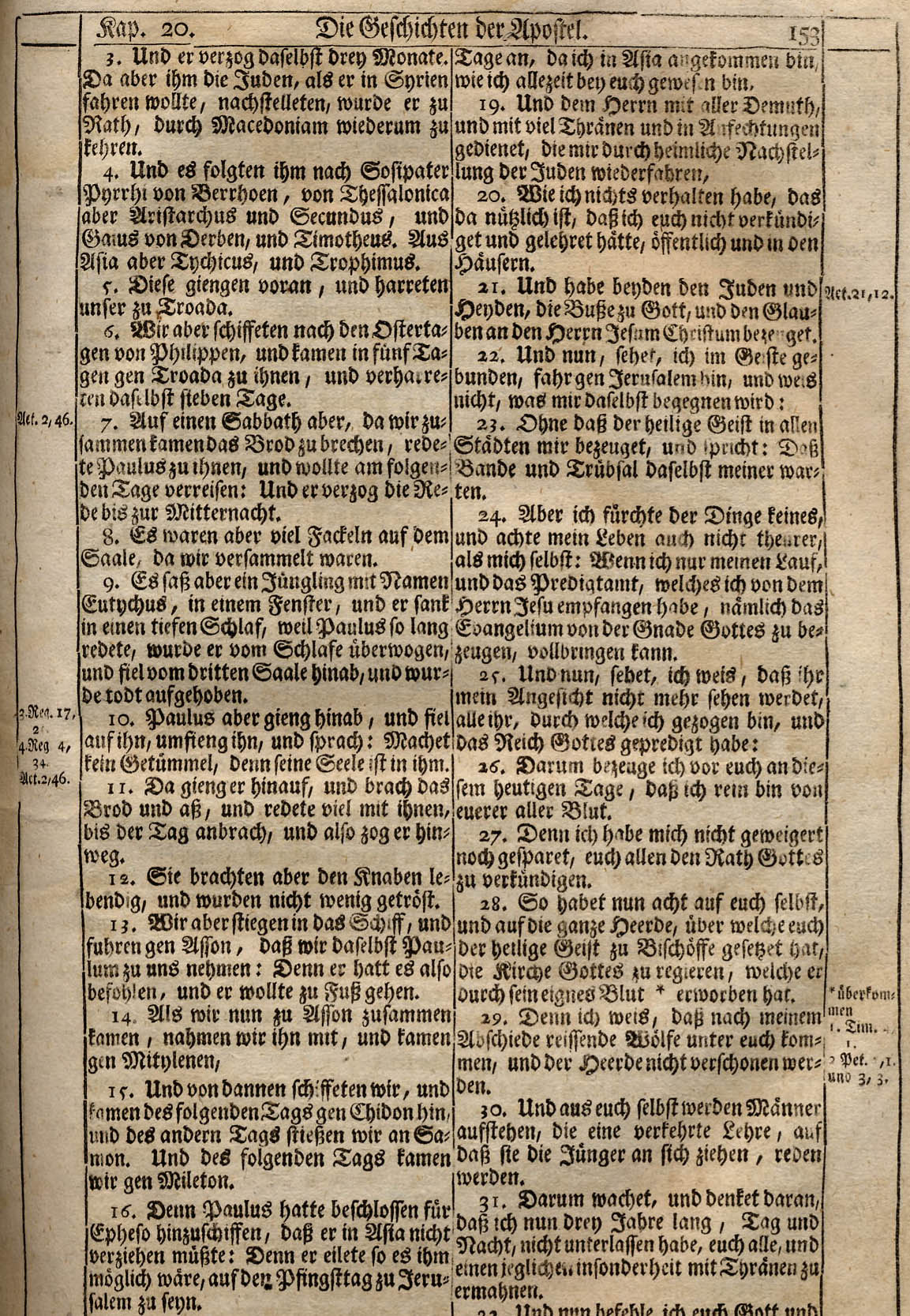
Seite aus einer Bibelübersetzung, verlegt von Rieger

Seit der Übernahme der Buchhandlung Kranzfelder im Jahr 1928 heißen Buchhandlung und Verlag „Rieger & Kranzfelder“ („R.&K.“). Nach der Zerstörung der Buchhandlung im Zweiten Weltkrieg erfolgte 1948 der Umzug in das Fugger-Haus in der Maximilianstr. 36.
Matthäus Rieger stiftete 1772 den Neubau der Pfarrkirche St. Michael von Seehausen. Außerdem finanzierte er den Bau der Schule sowie des Mesner- und des Lehrerhauses, der heutigen Gemeinde. Die Einweihung der neuen Pfarrkirche in Seehausen im Jahr 1782 im Beisein von Herzogin Maria Anna von Bayern und von Bischof Wenzeslaus erlebte Matthäus Rieger nicht mehr, er starb 1775.
In einer Schrift aus dieser Zeit ist zu lesen: „Was der Eifer für das Haus Gottes kann, das kann ich euch nicht erklären; aber mit Fingern, sage ich, kann ich es euch zeigen: gehet nur nach Seehausen, gehet, und sehet, was ein Rieger gethan.“
Im Altarraum der Pfarrkirche St. Michael ist ein Medaillon mit folgendem Wortlaut angebracht: „Matthäus Rieger von Seehausen, Buchhändler von Augsburg, hat diese Kirche auf eigene Kosten aus Nächstenliebe von der nahen Insel hierher versetzen lassen.“